# Wassergefärdungsklasse
Wassergefärdungsklasse (akronym WGK) är skadeklasser för vattenmiljö. De används i Tyskland för att ange olika ämnens påverkan på vattentillgångar.
Klasserna är följande:
1. Ingen eller ringa skada
2. Skadligt
3. Synnerligen skadligt

## Källa
1. ↑  Sigma Aldrich